# Lois Irene Marshall
Lois Irene Kimsey Marshall (nacida Lois Irene Kimsey; 9 de mayo de 1873 - 6 de enero de 1958) era la esposa de Thomas R. Marshall, el 28º vicepresidente de los Estados Unidos. Durante el mandato de su esposo, ocupó el cargo no oficial de la segunda dama de los Estados Unidos de 1913 a 1921. También se desempeñó como primera dama de Indiana durante la gobernación de su esposo (1909-1913).

## Biografía
Lois Kimsey era la hija de William Edward Kimsey y Elizabeth Dale. Lois se casó con Thomas Marshall, 19 años mayor que ella, el 2 de octubre de 1895.

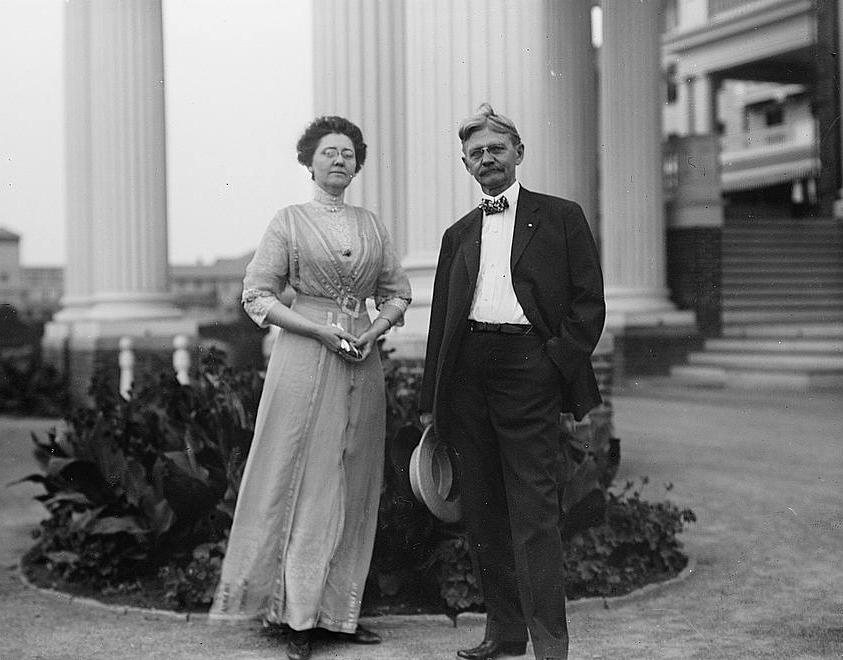
Lois Irene Marshall con su esposo, Thomas R. Marshall, en Washington D. C.

Se involucró en actividades caritativas en Washington D. C. y pasó un tiempo trabajando en el Diet Kitchen Welfare Center brindando comidas gratuitas a niños pobres. En 1917, conoció a una madre de gemelos recién nacidos, uno de los cuales padecía una enfermedad crónica. Los padres del niño no pudieron recibir el tratamiento adecuado para la condición de su hijo. Lois Marshall formó un vínculo estrecho con el bebé, que se llamaba Clarence Ignatius Morrison, y se ofreció a llevarlo y ayudarlo a encontrar tratamiento.
Los Marshall no habían podido tener hijos, pero nunca adoptaron oficialmente a Morrison porque creían que pasar por el procedimiento mientras sus padres aún estaban vivos parecería inusual para el público. En cambio, hicieron un arreglo especial con sus padres. Morrison vivió con los Marshall por el resto de su vida. En la correspondencia se referían a él como Morrison Marshall, pero en persona lo llamaban Izzy. Lois lo llevó a ver a muchos médicos y pasó todo el tiempo disponible tratando de cuidarlo para que recuperara la salud, pero su condición empeoró y murió en febrero de 1920, justo antes de cumplir cuatro años.
Después de la muerte de su esposo en 1925, Lois se mudó a Phoenix, Arizona y vivió de la pensión de su esposo y de las ventas de sus memorias. Murió en su casa de Phoenix el 6 de enero de 1958, a la edad de 84 años. Fue enterrada junto a su esposo en el cementerio Crown Hill, Indianápolis, Indiana.